# David Healy (psichiatra)
David Healy (1954) è uno psichiatra irlandese, professore presso il dipartimento di medicina alla Bangor University, nel Regno Unito.
Si occupa soprattutto della correlazione fra antidepressivi e suicidi, del conflitto di interessi tra aziende farmaceutiche e medicina accademica e di storia della farmacologia.

## Carriera
David Healy ha studiato a Dublino, in Irlanda, e all'Università di Cambridge. È stato segretario della British Association for Psychopharmacology. Attualmente è professore al dipartimento di medicina della famiglia alla McMaster University in Canada e precedentemente aveva insegnato psichiatria alla Bangor University nel Regno Unito. Si occupa principalmente dello sviluppo e della storia della psicofarmacologia e dell'impatto dei farmaci psicotropi sulla nostra cultura. Healy ha scritto più di centocinuanta articoli a revisione paritaria, duecento articoli e venti libri, tra i quali The Antidepressant Era e The Creation of Psychopharmacology della Harvard University Press, The Psychopharmacologists Volumes 1–3 e Let Them Eat Prozac (New York University Press), e Mania: A Short History of Bipolar Disorder dalla Johns Hopkins University Press .
Healy è stato coinvolto come esperto in processi per omicidio e suicidio legati a farmaci psicotropi e ha segnalato alcune medicine all'attenzione degli enti di controllo sui farmaci. Ha anche affermato che le società farmaceutiche vendono farmaci commercializzando malattie e cooptando medici e professori universitari. Nel libro Pharmageddon (2012) sostiene che le aziende farmaceutiche dominano l'assistenza sanitaria negli Stati Uniti, spesso con risultati potenzialmente letali per i pazienti. Healy è fondatore e amministratore delegato della Data Based Medicine Limited, che mira a rendere i farmaci più sicuri attraverso la "segnalazione diretta dei pazienti sugli effetti dei farmaci online".
Nel 2000 gli era stata offerta una posizione prestigiosa presso il Centre for Addiction and Mental Health di Toronto, ma l'offerta è stata ritirata in circostanze poco chiare. Healy e i suoi legali sostengono che il ritiro dell'offerta fosse dovuto a un discorso e alla pubblicazione di un documento in cui si sosteneva che la fluoxetina antidepressiva SSRI aumenta il rischio di suicidio nei pazienti. All'epoca, Lilly era un importante finanziatore del Centro. In seguito, quando Healy è stato nominato professore ospite ed è stata resa pubblica una dichiarazione congiunta in cui si afferma: "Sebbene il dottor Healy ritenga che la sua nomina sia stata revocata a causa del discorso tenuto nel novembre 2000 al CAMH [Center for Addiction and Mental Health], il dottor Healy accetta la rassicurazione che le società farmaceutiche non hanno avuto alcun ruolo né nella decisione del CAMH di revocare il suo incarico clinico, né nella decisione dell'Università di Toronto di revocare il suo incarico accademico".
Healy dirige una clinica di terapia elettroconvulsivante (ECT) in Galles. Difende fermamente la procedura in quanto ha un effetto visibile immediato sui pazienti gravemente depressi per i quali non hanno funzionato altre cure, in particolare i pazienti anziani. Ha scritto una storia dell'ECT insieme a Edward Shorter e cita il controverso Max Fink come fonte autorevole. Healy ha chiarito quali capitoli ha scritto e che non è stato personalmente sostenuto finanziariamente dalla Fink's Scion Foundation. Un altro psichiatra riformatore, Peter Breggin, ha fortemente criticato Healy per questo aspetto del suo lavoro su basi etiche e sui dati a lungo termine. Healy ha persino ipotizzato che la terapia del coma insulinico possa aver "funzionato" nel senso di generare entusiasmo nel personale e in modo poco chiaro per sfidare l'ansia o la "psicosi", nonostante la mancanza di evidenza o prove contrarie.
Healy è uno dei fondatori e amministratore delegato della Data Based Medicine Limited, che opera attraverso il suo sito web RxISK.org, che mira a rendere i farmaci più sicuri attraverso la "segnalazione diretta dei pazienti sugli effetti dei farmaci online". Healy fa parte del Comitato Scientifico Internazionale Onorario della Mens Sana Monographs.
Nel 2020 il libro di Healy The Decapitation of Healthcare - A Short History of the Rise and Fall of Healthcare è stato pubblicato dalla Samizdat Health Writers 'Co-operative.
In un articolo apparso in una rivista internazionale, Healy (e Aldred) affermano che l'idea che gli antidepressivi possano contribuire al suicidio nei pazienti depressi risale al 1958. Per 30 anni gli antidepressivi sono stati utilizzati principalmente per pazienti gravemente depressi e spesso ospedalizzati.I Il rischio di suicidio legato agli inibitori selettivi della ricaptazione della serotonina (SSRI) è diventato di dominio pubblico nel 1990 quando alcune relazioni in cui si affermava che il Prozac potrebbe portare i pazienti al suicidio.  Quattordici anni dopo etichette di avvertenza poste sugli antidepressivi suggerivano che particolari difficoltà potevano insorgere "durante la fase iniziale del trattamento, durante l'interruzione del trattamento e quando la dose viene modificata, e che i rischi correlati al trattamento possono verificarsinei pazienti in trattamento per depressione,  ansia o cessazione del fumo ".
Healy ha scritto molti articoli e presentato a molte conferenze affermando che tutti gli antidepressivi SSRI - Prozac, Paxil e Zoloft - dovrebbero avere avvertenze perché capaci di "innescare comportamenti suicidi e violenti in alcuni pazienti".

### Conflitto d'interesse
Healy afferma che l'industria farmaceutica ha un'influenza enorme sulla medicina accademica. La maggior parte degli autori pubblicati sul Journal of the American Medical Association ha ricevuto finanziamenti per la ricerca o ha prestato consulenze presso aziende farmaceutiche.  Le principali riviste del settore hanno espresso preoccupazione per la pratica di ghostwriting e per i conflitti di interessi che circondano gli studi farmacoterapeutici, specialmente in psichiatria.
Il ghostwriting medico si verifica quando autori anonimi con background scientifico vengono pagati per produrre articoli da pubblicare che vengono poi pubblicati da noti esperti. Healy stima che il 50% della letteratura sulle medicine sia scritta con metodi opachi e ne ha informato lo Health Select Committee della Camera dei Comuni britannica durante un'indagine.  La stima si basa su un articolo pubblicato da Healy e Cattell basato su una serie di articoli su Zoloft venuti alla luce in seguito a indagini legali.  Healy afferma che i ghostwriter scrivono su dati forniti loro dalle compagnie farmaceutiche, che desiderano riportare risultati positivi che ricerche positive; quindi gli articoli non sono attendibili.
Healy avrebbe per la prima volta appreso di questi articoli scritti da ghostwriters in relazione a SNRI Effexor di Wyeth. Partecipando a una riunione per promuovere Effexor gli fu proposto di approvare una bozza di articolo che era stata scritta per lui. Healy lo lascio intatto, facendo due aggiunte. In una contraddiceva l'affermazione di Wyeth secondo cui Effexor funzionava meglio rispetto ad altri SSRI e nella seconda affermava che gli SSRI potrebbero causare il suicidio. L'articolo fu presentato al Journal of Psychiatry and Neuroscience prima che Healy lo rivedesse; entrambe le sue aggiunte erano state rimosse. In risposta, Healy ritirò il suo nome dall'articolo.
Nella prefazione del libro Let them Eat Prozac Healy descrive la necessità di un "nuovo contratto tra la società e l'industria farmaceutica - un contratto che richiederà l'accesso ai dati grezzi". Healy suggerisce un nuovo ente in grado di gestire le conseguenze che diventano visibili solo dopo il lancio dei prodotti. Questo nuovo ente dovrebbe essere autonomo sia dagli organismi di regolamentazione sia dalle società farmaceutiche. In "Interface between authorship, industry and science in the domain of therapeutics" un articolo del 2003 uscito sul British Journal of Psychiatry, David Healy osserva che
"Il tasso di articoli e citazioni legati all'industria e quelli non collegati all'industria differiscono. Lo stile autoriale emergente negli articoli collegati all'industria può essere di buona qualità, ma solleva preoccupazioni sulle basi scientifiche delle terapie ... Se il ghostwriting è una caratteristica inevitabile della scrittura scientifica moderna, la potenziale disponibilità dei dati grezzi garantirebbe una migliore corrispondenza tra i dati e il risultato finale che potrebbe essere ottenuto con qualsiasi altro meccanismo ".
In Pharmageddon (2012), Healy discute delle ben note malformazioni neonatali causati dal talidomide, un farmaco inizialmente commercializzato come sonnifero.  La tragedia del 1962 coinvolse più di 10.000 bambini nati senza arti e disabili in 46 paesi. Per impedire il ripetersi di una simile tragedia, il Congresso degli Stati Uniti ha cercato di limitare il marketing dell'industria farmaceutica. Lo sviluppo di nuovi farmaci è stato premiato con brevetti di prodotto piuttosto che di processo, e i nuovi farmaci sono stati resi disponibili solo su prescrizione. Inoltre, i nuovi farmaci dovevano dimostrare di funzionare attraverso test verificati prima di raggiungere il mercato. Nel 50 ° anniversario della legge della FDA emanata dal Congresso nel 1962, Pharmageddon sostiene che questi accordi non hanno avuto successo e che hanno invece portato a un numero crescente di morti e feriti legati alle medicine. Nello stesso libro ("Pharmageddon", pagina 155), Healy afferma che negli Stati Uniti, il paese in cui si fa maggior uso dei farmaci di ultima generazione, dalla metà degli anni '70 in avanti l'aspettativa di vita è andata progressivamente diminuendo rispetto agli altri paesi sviluppati.

## Opere
- The Decapitation of Care: A Short History of the Rise and Fall of Healthcare
- The Suspended Revolution: Psychiatry and Psychotherapy Re‑examined, Faber & Faber, London 1990.
- Images of Trauma: From Hysteria to Post‑traumatic Stress Disorder. Faber & Faber, London, 1993.
- Psychotropic Drug Development; Social, Economic and Pharmacological Aspects. Chapman and Hall, London 1996.
- The Psychopharmacologists Volume 1, Chapman & Hall, London, 1996; Arnold, London, 2002
- The Psychopharmacologists Volume 2. Chapman & Hall, London, 1998; Arnold, London 1999.
- The Psychopharmacologists Volume 3. Arnold, London 2000.
- The Antidepressant Era. Harvard University Press, 1997.
- The Rise of Psychopharmacology & The Story of the CINP, Animula, Budapest, 1998.
- The Triumph of Psychopharmacology & The CINP, Animula, Budapest, 2000.
- From Psychopharmacology to Neuropsychopharmacology & The Story of the CINP, Animula, Budapest, 2002.
- Reflections on Twentieth Century Psychopharmacology, Animula, Budapest, 2004.
- The Creation of Psychopharmacology (Paperback 2004)  ISBN 978-0-674-01599-9
- Let Them Eat Prozac: The Unhealthy Relationship Between the Pharmaceutical Industry and Depression New York University Press (2004) ISBN 978-0-8147-3697-5
- Shock Therapy: A History of Electroconvulsive Treatment in Mental Illness. Rutgers University Press/ University of Toronto Press 2007.
- Mania: A Short History of Bipolar Disorder Johns Hopkins University Press (Paperback 2010) ISBN 978-1-4214-0397-7
- Psychiatric Drugs Explained Churchill Livingston (Paperback 5th ed. 2011) ISBN 978-0-7020-4136-5
- Pharmageddon University of California Press(2012) ISBN 978-0-520-27098-5

### Articoli
Antidepressivi SSRI e suicidio
- Healy D., Emergence of antidepressant induced suicidality, in Primary Care Psychiatry, vol. 6, n. 1, 2000,  pp. 23-28, DOI:10.1185/135525700543163.
- Modeling suicide risk in affective disorders, in European Psychiatry, vol. 16, n. 7, 2001,  pp. 400-405, DOI:10.1016/s0924-9338(01)00597-1, PMID 11728852.
- Healy D., Lines of Evidence on SSRIs and Risk of Suicide, in Psychotherapy and Psychosomatics, vol. 72, n. 2, 2003,  pp. 71-79, DOI:10.1159/000068691, PMID 12601224.
- The Interface between authorship, industry and science in the domain of therapeutics, in British Journal of Psychiatry, vol. 183, 2003,  pp. 22-27, DOI:10.1192/bjp.183.1.22, PMID 12835239.
- Antidepressants and suicide; Risk-Benefit Conundrums, in Journal of Psychiatry & Neuroscience, vol. 28, n. 5, 2003,  pp. 331-339, PMID 14517576., with response by Y Lapierre 340–349.
- The association between suicide attempts and SSRIs: A systematic review of 677 randomised controlled trials representing 85,470 participants, in British Medical Journal, vol. 330, n. 7488, 2005,  pp. 396-399, DOI:10.1136/bmj.330.7488.396, PMID 15718539.
- Antidepressant drug use and the risk of suicide, in International Review of Psychiatry, vol. 17, n. 3, 2005,  pp. 163-172, DOI:10.1080/09540260500071624, PMID 16194787.
- Antidepressants and violence: Problems at the interface of medicine and law, in PLOS Medicine, vol. 3, n. 9, 2006,  p. e372, DOI:10.1371/journal.pmed.0030372, PMID 16968128.
- Lifetime suicide rates in treated schizophrenia: 1875–1924 and 1994–1998 cohorts compared, in British Journal of Psychiatry, vol. 188, n. 3, 2006,  pp. 223-228, DOI:10.1192/bjp.188.3.223, PMID 16507962. With Commentary by T Turner, 229–230.
- National suicide rates 1961–2003: further analysis of Nordic data for suicide, autopsies and ill-defined death rates, in Psychotherapy and Psychosomatics, vol. 77, n. 2, 2008,  pp. 78-82, DOI:10.1159/000112884, PMID 18230940.
- Are Selective Serotonin Reuptake Inhibitors a risk factor for adolescent suicides?, in Canadian Journal of Psychiatry, vol. 54, n. 2, 2009,  pp. 69-71, DOI:10.1177/070674370905400201, PMID 19254434.
- Healy D., Science, rhetoric and the causality of adverse events, in International Journal of Risk & Safety in Medicine, vol. 23, n. 3, 2011,  pp. 149-162, DOI:10.3233/JRS-2011-0534, PMID 22020395.

Conflitto d'interesse
- Healy D., Conflicting Interests: The evolution of an issue, in Monash Review of Bioethics, vol. 23, n. 4, 2004,  pp. 8-18, DOI:10.1007/bf03351417, PMID 15688509.
- Healy D. (2004). Perspective. Manufacturing Consensus. Hasting Center Reports July–August, 53.
- Healy D., Manufacturing Consensus. Culture, in Medicine and Psychiatry, vol. 30, n. 2, 2006,  pp. 135-156, DOI:10.1007/s11013-006-9013-3, PMID 16804639.
- Healy D., The Latest Mania. Selling Bipolar Disorder, in PLOS Medicine, vol. 3, n. 4, 2006,  p. e185, DOI:10.1371/journal.pmed.0030185, PMC 1434505, PMID 16597178.
- Healy D., The New Engineers of Human Souls and Academia, in Epidemiologia e Psichiatria Sociale, vol. 16, 2007,  pp. 205-211, DOI:10.1017/S1121189X0000230X.
- Healy D., Le Noury J., Paediatric Bipolar Disorder. An object of study in the creation of an illness, in Int J Risk & Safety in Medicine, vol. 19, 2007,  pp. 209-221.
- Healy D., Our Censored Journals, in Mens Sana Monographs, vol. 6, n. 1, 2008,  pp. 244-256, DOI:10.4103/0973-1229.39302, PMC 3190554, PMID 22013362.
- Healy D., Irrational Healers?, in Psychotherapy and Psychosomatics, vol. 77, n. 4, 2008,  pp. 198-200, DOI:10.1159/000126070, PMID 18418025.
- Healy D., Trussed in Evidence: Ambiguities at the interface of clinical practice and clinical evidence, in Transcultural Psychiatry, vol. 46, n. 1, 2009,  pp. 16-37, DOI:10.1177/1363461509102285, PMID 19293278.
- Healy D., Mangin D., Mintzes B., The ethics of randomised placebo controlled trials of antidepressants with pregnant women, in Internat Journal of Risk and Safety in Medicine, vol. 22, 2010,  pp. 7-16, DOI:10.3233/JRS-2010-0487.
- Healy D., Medical Partizans? Why doctors need conflicting interests, in Australian & New Zealand Journal of Psychiatry, vol. 46, n. 8, 2012,  pp. 704-707, DOI:10.1177/0004867412454197, PMID 22848058.

Storia della farmacologia
- Lifetime suicide rates in treated schizophrenia: 1875–1924 and 1994–1998 cohorts compared, in British Journal of Psychiatry, vol. 188, n. 3, 2006,  pp. 223-228, DOI:10.1192/bjp.188.3.223, PMID 16507962. With Commentary by T Turner, 229–230.
- Postpartum Psychosis: Two Cohorts Compared, 1875–1924 & 1994–2005, in Psychological Medicine, vol. 37, n. 4, 2007,  pp. 529-536, DOI:10.1017/s0033291706009202, PMID 17076918.
- The incidence and prevalence of manic-melancholic syndromes in North West Wales: 1875–2005, in Acta Psychiatrica Scandinavica, vol. 115, n. 433, 2007,  pp. 37-43, DOI:10.1111/j.1600-0447.2007.00961.x, PMID 17280569.
- Religion and psychosis. The effects of the Welsh Religious Revival 1904–1905, in Psychological Medicine, vol. 40, n. 8, 2010,  pp. 1317-1324, DOI:10.1017/s0033291709991917, PMID 19917147.
- The incidence and prevalence of admissions for Melancholia in two cohorts 1875–1924 & 1995–2005, in Journal of Affective Disorders, vol. 134, 1–3, 2011,  pp. 45-51, DOI:10.1016/j.jad.2011.06.015, PMID 21733576.
- The Rise and Fall in the Incidence of Admissions for Schizophrenia: 1875–1924 & 1994–2010, in BMJ Open, vol. 2, n. 1, 2012,  pp. e000447, DOI:10.1136/bmjopen-2011-000447, PMID 22267688.
- Healy D., Le Noury J., Harris M., Butt M., Linden S., Whitaker C., Zou L., Roberts AP., Mortality in schizophrenia and related psychoses: data from two cohorts, 1875–1924 & 1994–2010, in BMJ Open, vol. 2, n. 5, 2012,  pp. e001810, DOI:10.1136/bmjopen-2012-001810, PMID 23048063.

Disfunzione sessuale indotta da farmaci
- Healy D., Noury LJ, Manginb D, Enduring sexual dysfunction after treatment with antidepressants, 5α-reductase inhibitors and isotretinoin: 300 cases, in International Journal of Risk & Safety in Medicine, vol. 29, n. 3, maggio 2018,  pp. 125-134, DOI:10.3233/JRS-180744, PMC 6004900, PMID 29733030.